# John Roddam Spencer Stanhope
John Roddam Spencer Stanhope (né le 20 janvier 1829 dans le Yorkshire, en Angleterre, et mort le 2 août 1908 à Florence) est un peintre anglais associé à Edward Burne-Jones et George Frederic Watts et souvent considéré comme un préraphaélite de la deuxième vague. Son travail se rattache aux courants de l'esthétisme et du symbolisme britannique . Stanhope a travaillé l'huile, l'aquarelle, la fresque et les techniques mixtes. Ses sujets sont souvent mythologiques, allégorique, biblique ou contemporain. Il est l'oncle et l'enseignant de la peintre Evelyn De Morgan.

## Biographie
Stanhope est le fils de John Spencer Stanhope de Horsforth et Cannon Hall, un antiquaire classique qui, dans sa jeunesse, a exploré la Grèce. La mère de l'artiste est Elizabeth Wilhemina Coke, troisième et plus jeune fille de Thomas William Coke de Norfolk, premier comte de Leicester ; elle et ses sœurs avaient étudié l'art avec Thomas Gainsborough . Stanhope avait un frère aîné, Walter, qui a hérité de Cannon Hall, et quatre sœurs, Anna Maria Wilhelmina, Eliza Anne, Anne Alicia et Louisa Elizabeth , . Anna a épousé Percival Pickering et est devenue la mère d'Evelyn .
N'étant pas l'héritier des domaines familiaux, Stanhope a eu le champ libre pour se consacrer aux arts. Alors qu'il est étudiant à Oxford, il suit les cours de George Frederic Watts et devient son assistant pour certaines de ses peintures architecturales . Spencer-Stanhope a voyagé avec Watts en Italie en 1853 et en Asie Mineure en 1856-1857. À son retour, il est invité par Dante Gabriel Rossetti à participer au projet de peintures murales d'Oxford Union, peignant Sir Gawaine et les Damoiselles , .
Le 10 janvier 1859, il épouse Elizabeth King, la fille de John James King, la petite-fille du troisième comte d'Egremont et la veuve de George Frederick Dawson. Ils s'installent à Hillhouse, Cawthorne, et ont eu une fille, Mary, en 1860 . Cette même année, la maison de John Roddam Spencer-Stanhope, Sandroyd (qui fait maintenant partie de l'école Reed), près de Cobham à Surrey, a été commandée à l'architecte Philip Webb. Achevée en 1861, Sandroyd n'était que la deuxième maison de Webb, la première ayant été construite pour William Morris , . La maison a été conçue pour accueillir le travail de Stanhope en tant que peintre, avec deux studios au deuxième étage reliés par des portes doubles, une salle d'attente et un vestiaire pour les modèles . La cheminée comportait des carreaux figuratifs conçus par Burne-Jones d'après le poème de rêve-vision de Chaucer, La légende des bonnes femmes . Pour une personne de la position sociale de Stanhope, la maison était considérée comme « une modeste demeure d'artiste » . Burne-Jones était un visiteur fréquent de Sandroyd dans les années 1860, et le paysage a fourni le fond pour sa peinture The Merciful Knight (1864), l'œuvre à laquelle I Have Trod the Winepress Alone de Stanhope ressemblerait.
Cette décision visait à offrir un environnement amélioré pour l'asthme chronique de John Roddam Spencer-Stanhope. Comme son état ne s'est pas amélioré, il s'est tourné vers l'hivernage à Florence. Au cours des étés, il a d'abord séjourné chez Burne-Jones à Londres, puis aux Elms, la moitié ouest de Little Campden House sur Campden Hill, dont la moitié était occupée par Augustus Egg .
En 1867, à l'âge de sept ans, Mary meurt de scarlatine et est enterrée au cimetière anglais de Florence. Son père a conçu sa pierre tombale .

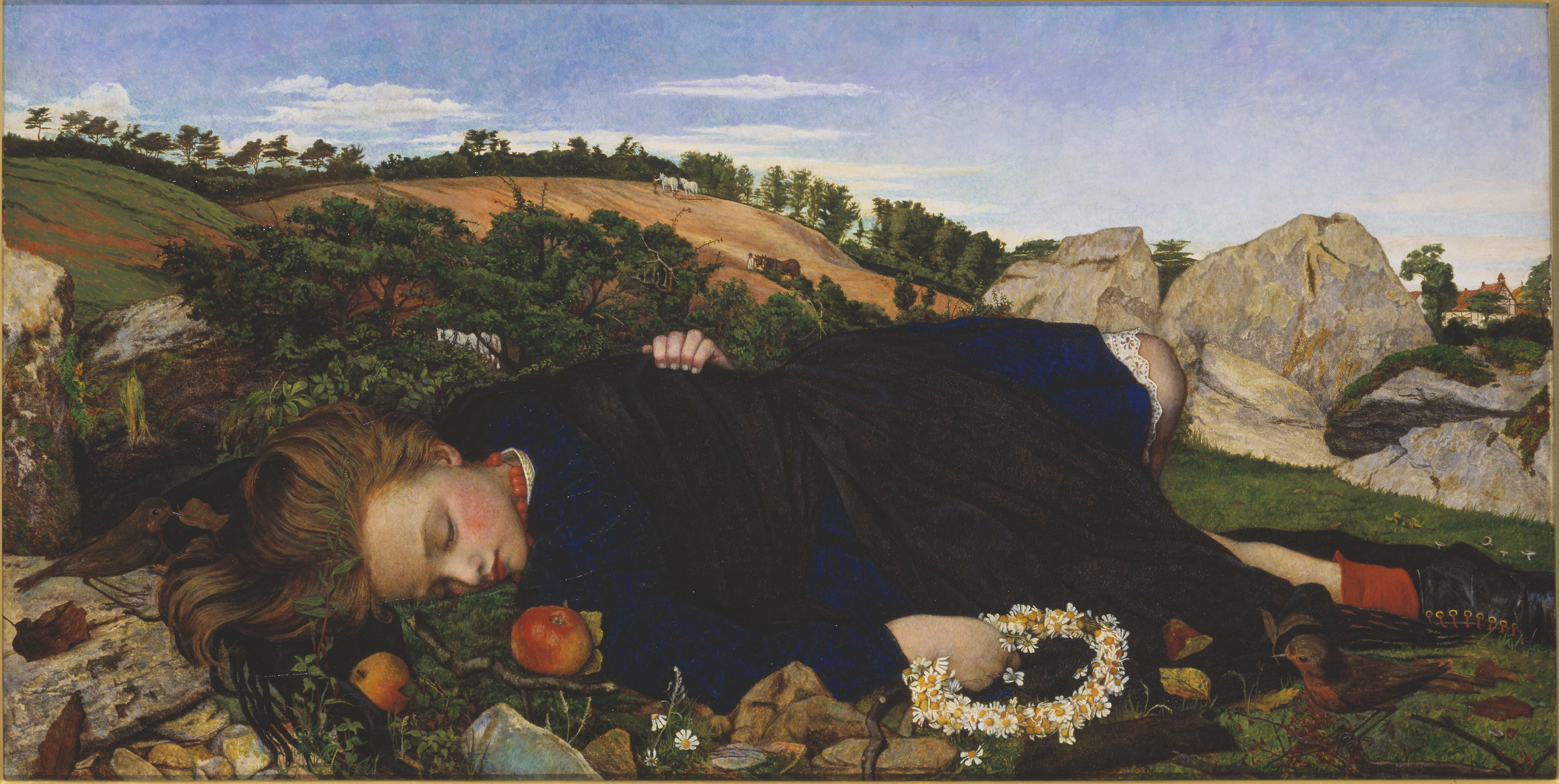
Robin des temps modernes (1860)

Bien que sa famille accepte son métier de peintre  et s'intéresse beaucoup à l'art, les parents d'Evelyn dénigrent les réalisations du « pauvre Roddy » et considèrent les peintres avec lesquels il s'associe comme « non conventionnels » . Considéré parmi les avant-gardistes des années 1870, John Roddam Spencer-Stanhope est devenu un exposant régulier à la Grosvenor Gallery, l'alternative à la Royal Academy ,.
Il s'installe définitivement à Florence en 1880 et travaille aux retables et aux ornements de l'église anglaise de St. Mark. En 1873, il achète la villa Nuti, où Evelyn De Morgan lui rend visite fréquemment et où il demeure jusqu'à sa mort, .
La sœur de De Morgan, A.M.W. Stirling, a écrit une collection d'essais biographiques intitulée A Painter of Dreams, y compris des réminiscences de son oncle, « l'idéaliste, le voyant de visions exquises » .
Au cours du XIXe et du début du XXe siècle, la famille Spencer-Stanhope élargie comprenait plusieurs artistes, dont les liens étaient le thème d'une exposition de 2007, Painters of Dreams, dans le cadre de la célébration du 50e anniversaire de l'ouverture de Cannon Hall au public en tant que musée. Des peintures de Stanhope et De Morgan étaient en vedette, ainsi que des céramiques de son mari, William De Morgan ; des bronzes de Gertrude Spencer-Stanhope (en), et la salle de bal à Cannon Hall et Fairyland dans les terrains de plaisance, qui ont été conçus par Sir Walter et sa fille Cecily .

## Œuvres

### Peintures et autres œuvres
- Pénélope (1849)
- Sir Gawaine et les demoiselles à la fontaine (1857), peintures murales d'Oxford
- Pensées du passé (1859)
- Robin des temps modernes (1860) — Tate, Londres
- Juliette et son infirmière (exposées à la Royal Academy en 1863)[25] .
- Le Pressoir (1864)
- Porte Notre-Dame de l'Eau (1870)
- Procris et Céphale (exposés à la Royal Academy et à Liverpool en 1872)[26] .
- L'Amour et la Jeune Fille (exposé à la Grosvenor Gallery en 1877, maintenant dans les collections du California Palace of the Legion of Honor Art Museum, San Francisco)
- Nuit (1878)
- Les Eaux de Léthé par les plaines d'Elysium (1879-1880)
- Morgan Le Fay (vers 1880)
- Le Shulamite (vers 1882)
- Charon et Psyché (ch.1883)
- Pourquoi cherchez-vous les vivants parmi les morts ? (vers 1886 ; également connu sous le nom de Résurrection)
- Ève tentée (1887)
- Les Pinèdes de Viareggio (exposé en 1888)
- Flore (1889)
- Polyptyque de l'autel principal de la Sainte-Trinité (1892–1894)
- Polyptyque de la chapelle commémorative de la Sainte-Trinité (1892–1894)
- L'Évasion ( vers 1900)

### Œuvres à dates indisponibles
- Andromède
- L'Automne
- Voleurs de charbon de bois
- Cupidon et Psyché
- In Memoriam, « dans laquelle une paysanne aux pieds nus sourit de manière suggestive à l'oiseau mort ou blessé qu'elle caresse dans sa main »[27]
- Love Betrayed — The Russell Cotes Gallery, Bournemouth
- Le Millpond (aquarelle et gouache)[28]
- Patience sur un monument souriant au chagrin
- La Vision d'Ezéchiel : la vallée des os secs
- Le Lavoir
- Le Lapin blanc

### Galerie

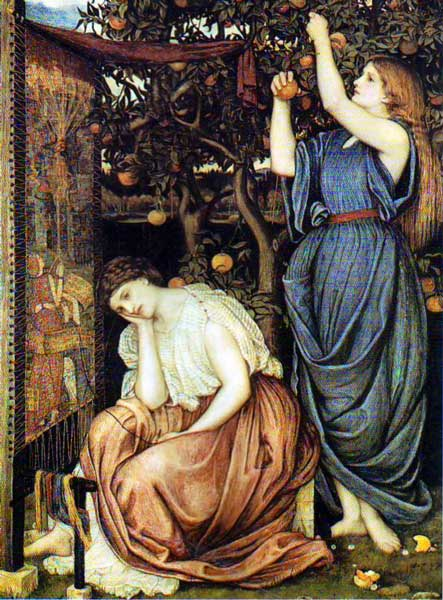
Pénélope (1849)
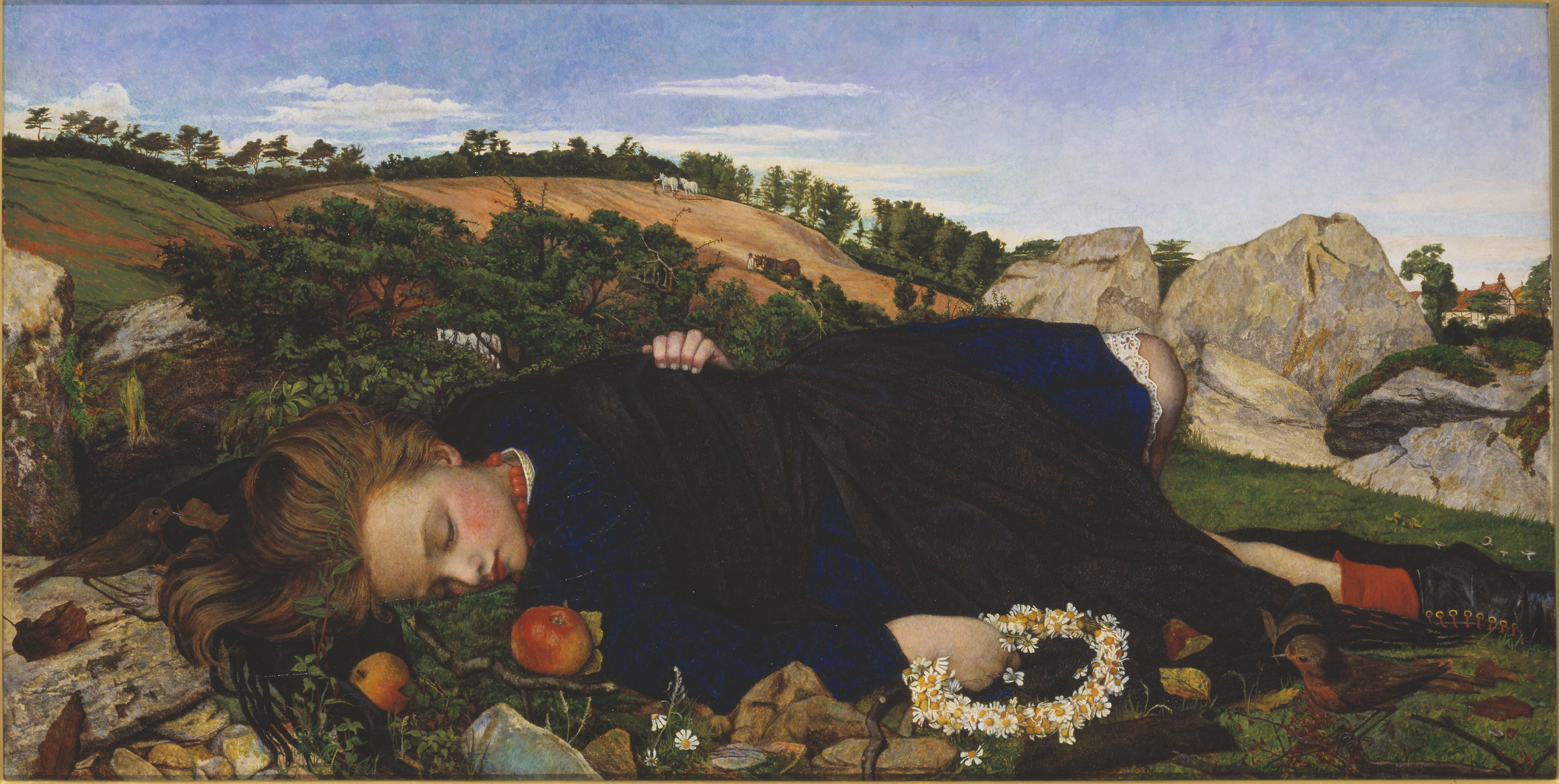
Robin of Modern Times (1860)
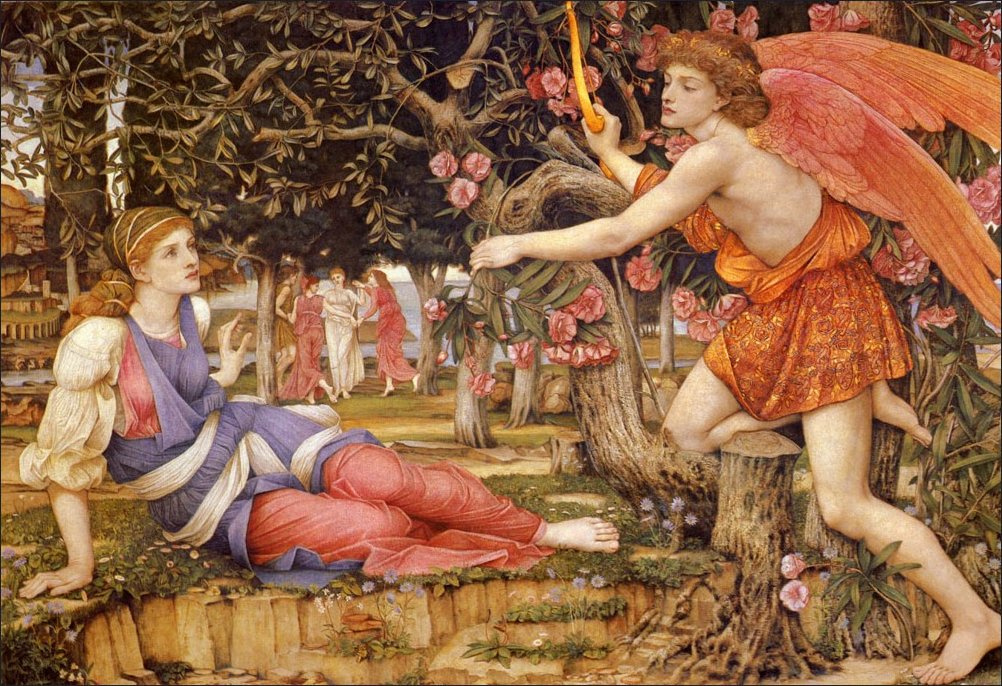
L'Amour et la Jeune Fille (1877)
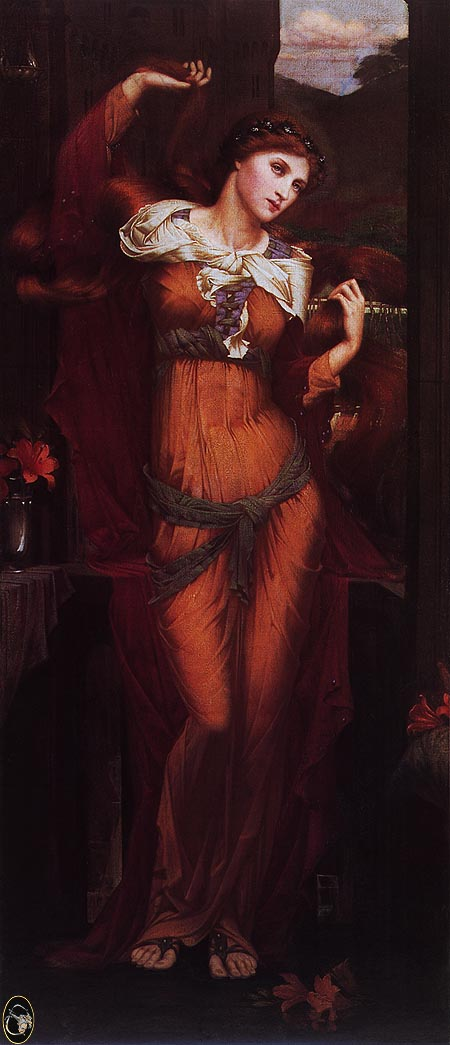
Morgan Le Fay (c. 1880)
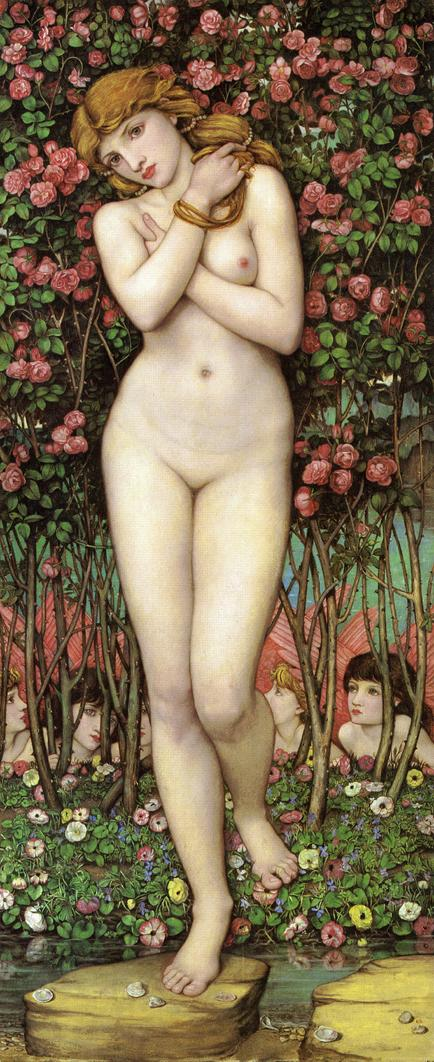
Flora (1889)
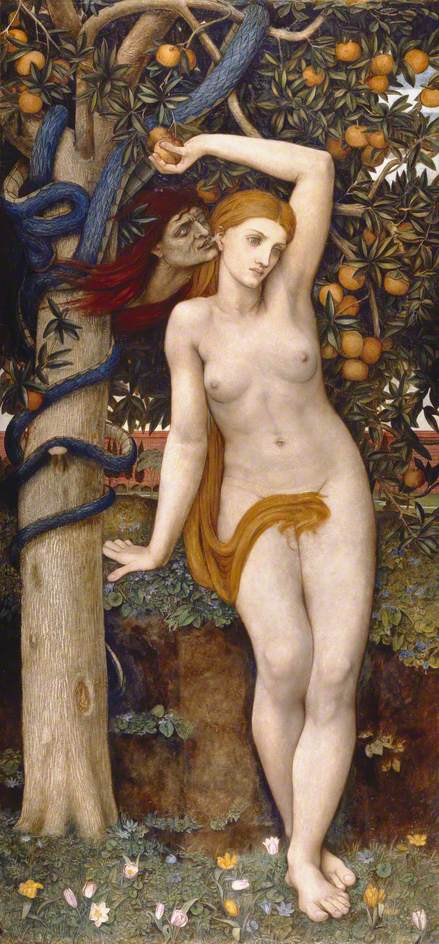
Ève tentée (1877)
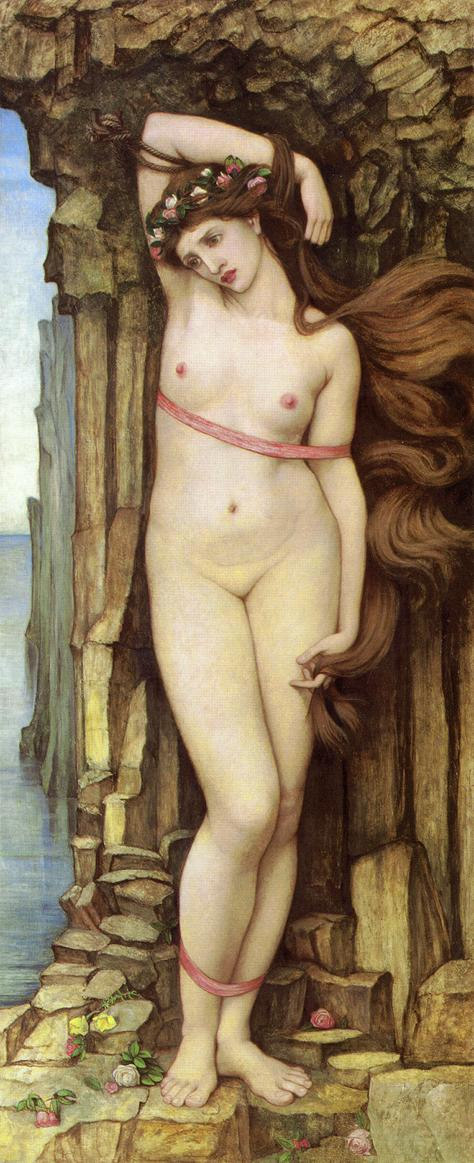
Andromède
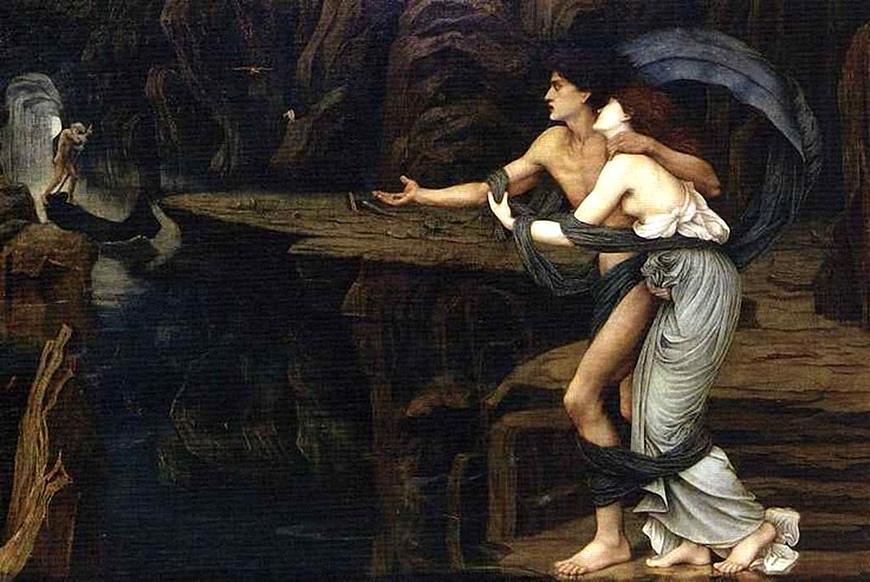
Orphée et Eurydice sur les berges du Styx (1878)
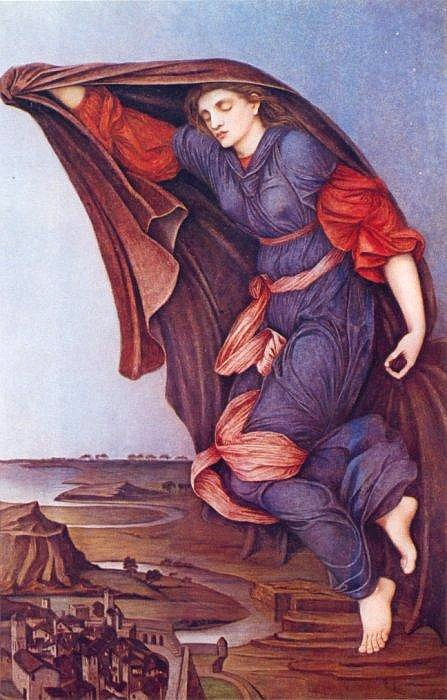
Nuit (1878)
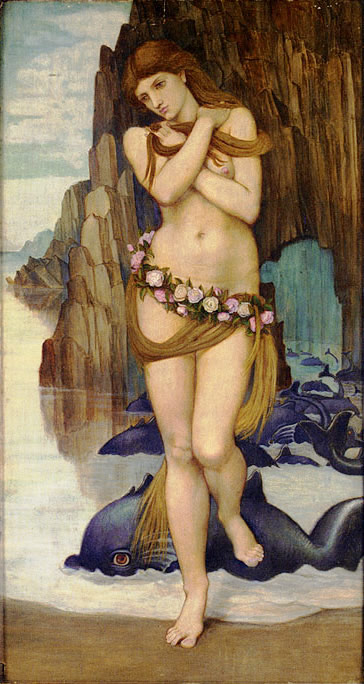
Vénus sortant des flots
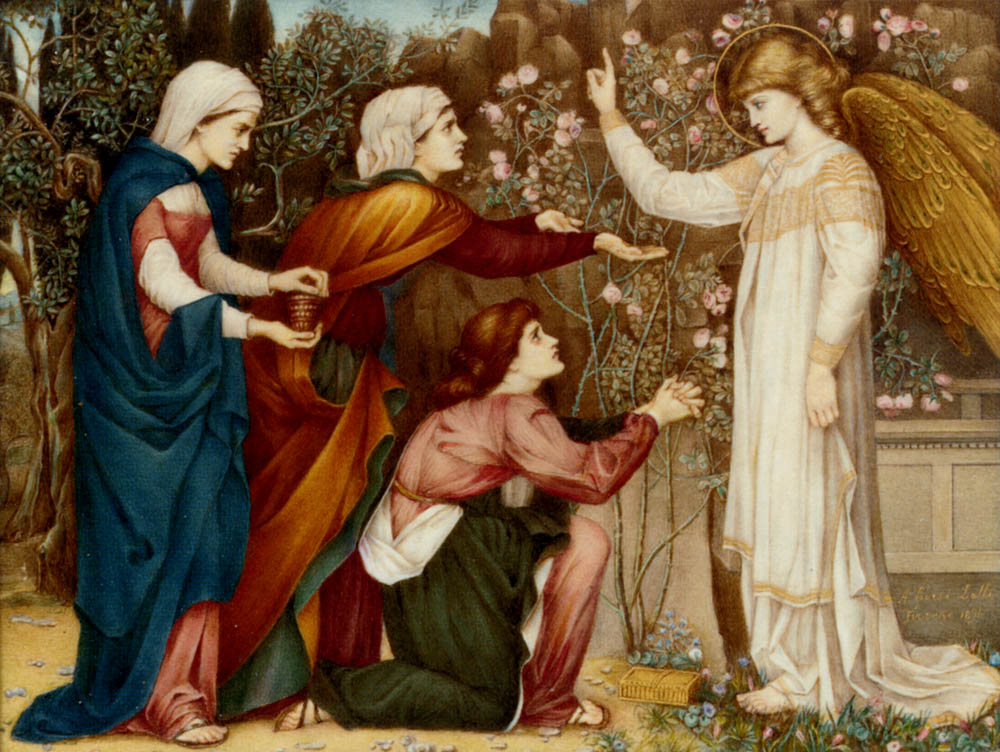
Pourquoi cherchez-vous les vivants parmi les morts ? (1896)
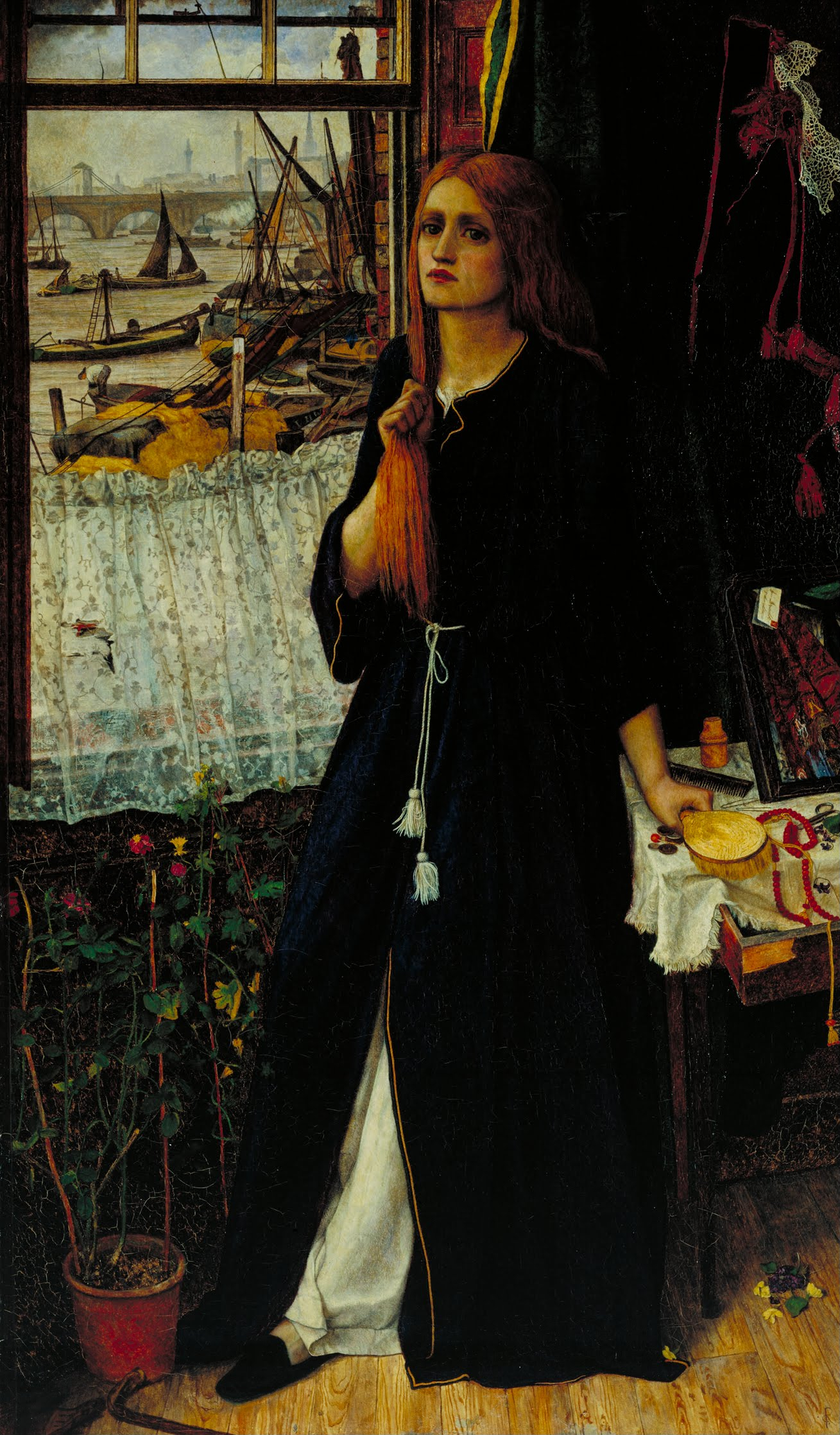
Souvenirs du passé